# Гора

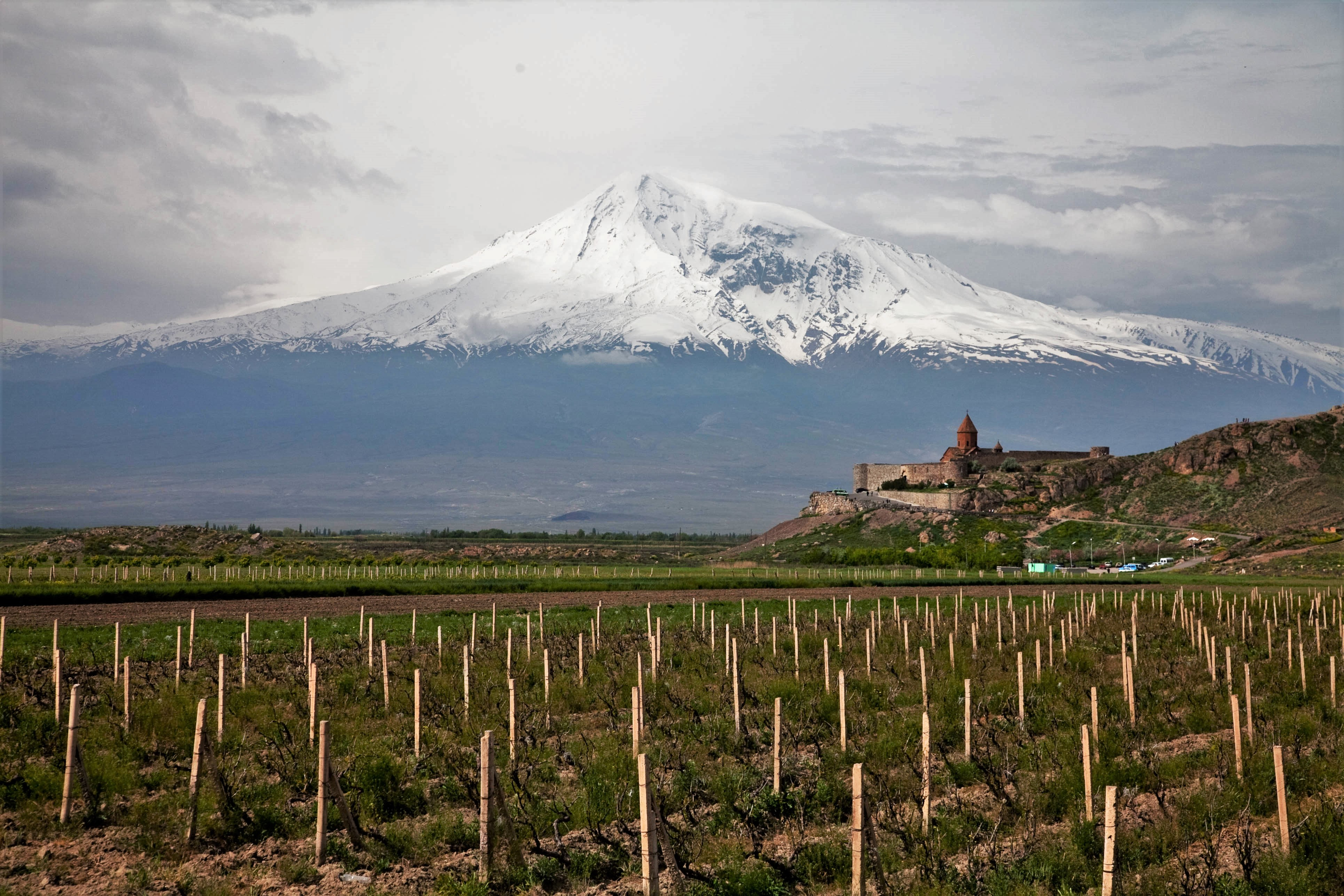
Гора Большой Арарат (относительная высота — 4365 м), вид со стороны Армении

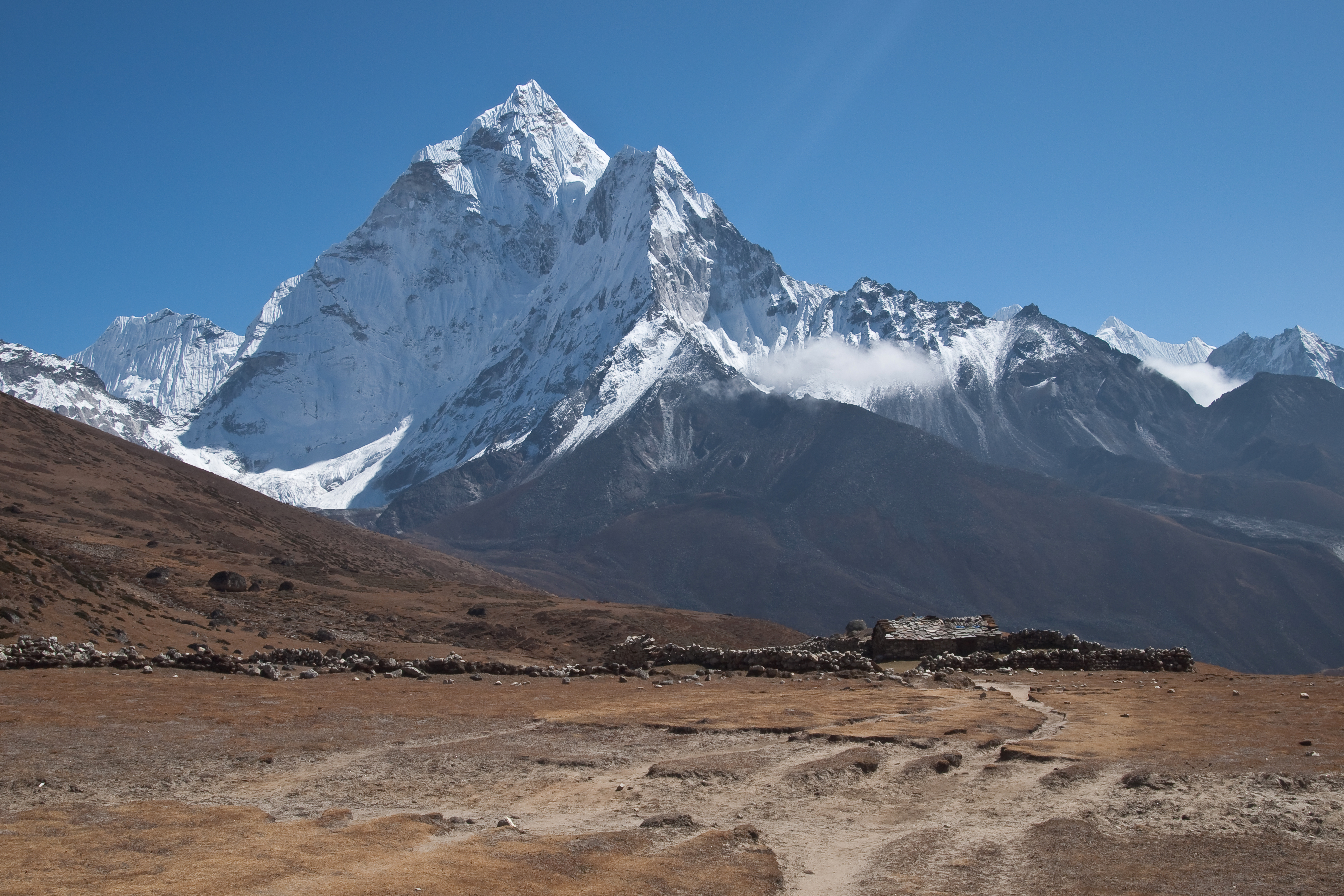
Гора Амадаблам, 6814 м, Непал, Гималаи

Гора́ (мн. ч. — го́ры) — форма рельефа, изолированное резкое поднятие местности с выраженными склонами и подножием или вершина в горной стране.
По характеру вершины выделяют пикообразные, куполообразные, платообразные и другие горы. Вершины подводных гор могут представлять собой острова.
По происхождению говорят о тектоноденудационных горах и вулканических.

## Элементы горного микрорельефа
В горах, особенно высоких, встречается большое количество видов микрорельефа (мелких форм рельефа, не превышающих в поперечнике и в высоту нескольких метров), нехарактерных для равнинных участков земной поверхности.
К элементам горного микрорельефа относят:
- вершины
- подножия
- склоны
- перевалы
- долины
- гребни
- ледники
- морены
- и др.

В высокогорье многие элементы микрорельефа (например, морены) имеют ледниковое происхождение и потому не встречаются в среднегорье и равнинной местности, где со времени существования ледников прошёл слишком большой период времени.

## Высота гор

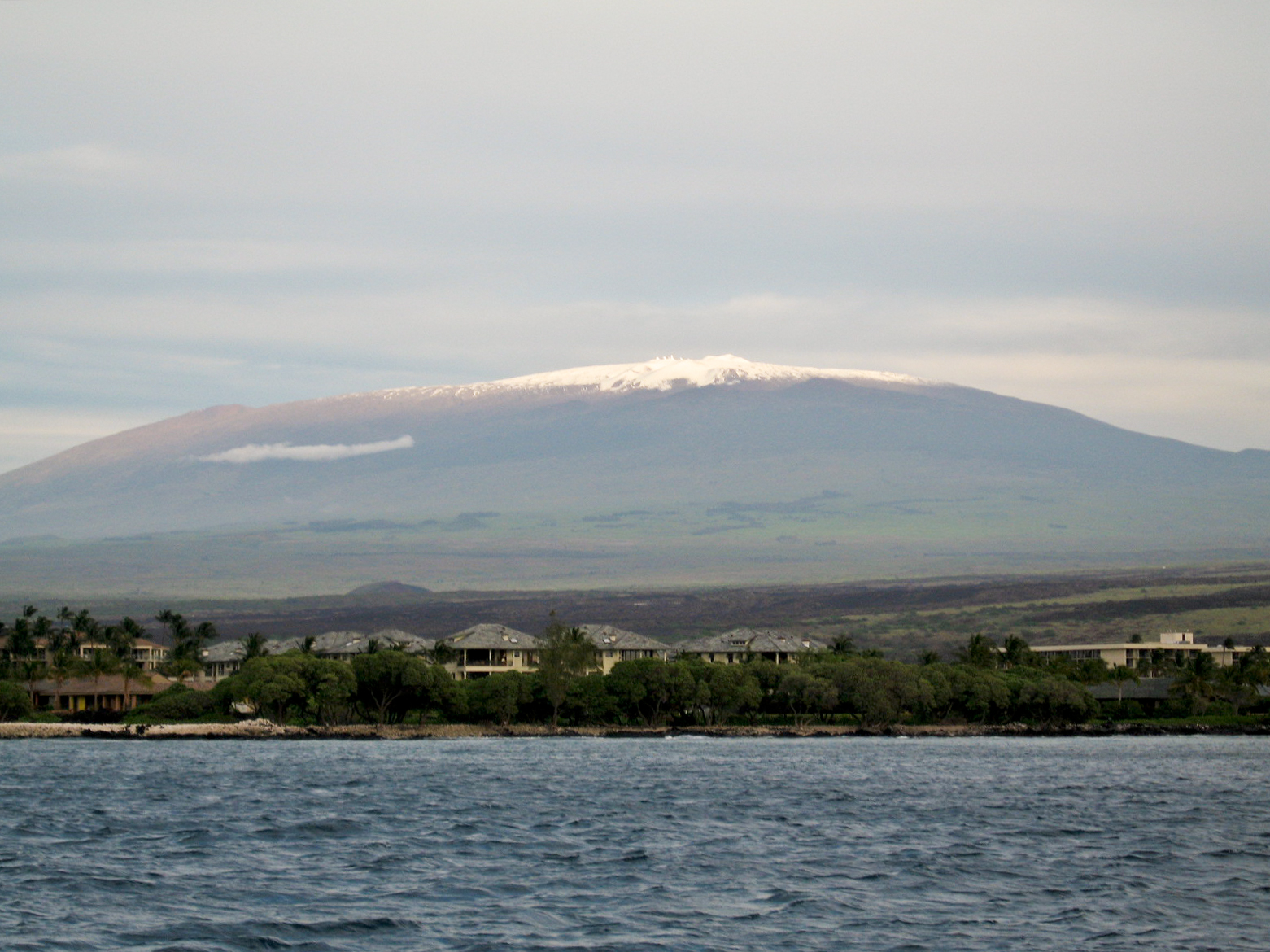
Одна из высочайших гор в мире по относительной высоте — Мауна-Кеа (4205 м) с сезонной снеговой шапкой.

В зависимости от относительной и абсолютной высоты горы принято делить на:
- высокие, относительной высотой свыше 2 км, абсолютной — свыше 3 км;
- средние, относительной высотой 0,8-2 км, абсолютной — 1-3 км;
- низкие, относительной высотой 500—800 м, абсолютной — до 1000 м.

## Высочайшие горы поконтинентамичастям света
- Джомолунгма (Эверест), Азия (абсолютная высота — 8848 м)[5]
- Аконкагуа, Южная Америка (6959 м)
- Денали, Северная Америка (6194 м)
- Килиманджаро, Африка (5895 м)
- Эльбрус, Европа (5642 м) (существует спор — относится Эльбрус к Европе или Азии)
- Массив Винсон, Антарктида (4897 м)
- Монблан, Европа (4808 м) (если не считать спорные Кавказские горы частью Европы)
- Косцюшко, Австралия (2228 м)

## Горы и человек
В антропогеографическом отношении горы представляют весьма разнообразный и нередко сложный комплекс географических условий. При анализе этих условий антропогеография на первый план выдвигает индивидуально-географические условия того или иного горного ландшафта, и притом в их связи с условиями историческими, экономическими и другими. Так, например, при выборе для путей сообщения тех или иных перевалов исторические, экономические и стратегические условия нередко играли большую роль, чем условия природные. Средние гипсометрические и климатические данные тоже далеко не безразличны для антропогеографии, особенно средние высоты над уровнем моря, так как в зависимости от них стоит распределение населения.

### Высота и населённость
Некоторые горы заселились очень давно. В Альпах ещё до их освоения римлянами были поселения лигуров, кельтов, ретов, иллирийцев. Трудность существования в горах приводит к редкости населения в них и к медленному росту населения, а нередко к убыли его, в особенности с тех пор, как стала развиваться миграция из сёл в города. К примеру, высокогорные альпийские департаменты Франции отличаются наибольшей в стране убылью населения.
В Европе почти все промышленные области занимают низменности и невысокие холмистые страны. В Соединённых Штатах Америки большая часть населения живёт ниже 300 метров над уровнем моря; население же, занимающееся торговлей и промышленностью, разводящее хлопок, рис и сахарный тростник, живёт ниже 150 метров. Лишь постепенно население занимает большие высоты. Средняя высота, на которой жило население США в 1870 году, была 210 метров, а в 1890 году — 240 метров (средняя высота территории США — 750 метров). Выше 900 метров в США жило: в 1870 году — 0,4 миллиона человек, в 1880 году — 0,8 млн, в 1890 году — 1,5 млн, в 1900 году — 2,1 млн человек. Уменьшение плотности населения с высотой зависит не только от климатических условий, но также и от затрудненности коммуникаций в горных условиях.

### Горы и климат
Изменение отдельных климатических параметров соответственно высоте не всегда является отрицательным с точки зрения хозяйственных интересов человека. Температура с высотой понижается, но количество осадков до известной высоты растет. Нагорья в умеренном климате имеют холодный климат, в жарком — умеренный, в сухом — влажный. Отсюда — развитие лугов на нагорьях Средней Азии, высокогорных культур — в Центральной и Южной Америке, Африке (Эфиопия, Кения, Уганда, Бурунди, Руанда и др.) и множества горных земледельческих в Азии и Новой Гвинее.
Положительной стороной является разнообразие климатических условий, создаваемое разнообразием орографии, тогда как однообразная орография сопровождается и однообразным климатом. В жарком поясе (северный край Индии, тропические области Америки) на возвышенностях до 3—4 км друг над другом лежат жаркий, умеренный и холодный пояса.
Разнообразие климатических условий в горах усиливается влиянием орографии на воздушные течения и на солнечное освещение. Вследствие усиленного выпадения осадков на наветренной стороне уменьшается их количество на подветренной. Перегораживая путь ветру, горы создают особые условия переливания воздушного потока через их гребни и скатывания его по склонам (фён, бора, мистраль, нордост). Более благоприятное положение относительно солнца заставляет все деревни в альпийских долинах тесниться на солнечной стороне, так как на теневой слишком холодно. Климатическое влияние гор важно ещё в том отношении, что горы, идущие поперек направления преобладающих ветров, являются климатическим барьером, задерживая осадки на наветренной стороне и создавая таким образом сухость подветренных склонов гор и лежащих на подветренной стороне долин и, в особенности, защищая от действия холодных ветров. Так, Альпийская система образует резкую климатическую границу между двумя климатическими провинциями: субтропической Средиземноморской и провинцией умеренного климата остальной Европы.

### Зональность и границы поселений
Высотной климатической зональностью определяется растительная, а параллельно с нею — хозяйственная зональность, иногда и этнографическая.
В Центральной Азии совершенно различно используются зоны равнинных степей, горных окраин и горных высот: степи заняты кочевниками; горные окраины густо заселены: здесь наряду с деревнями земледельцев много городов с ремесленным и торговым населением; на самих же горах редкое население, ведущее примитивное земледельческое и скотоводческое хозяйство. Хорошим примером вертикальной зональности элементов сельского хозяйства является Закавказье. То же деление наблюдается и в странах, где расположены горы Атласа, но здесь оно усложняется этнической дифференциацией: в пустыне живут туареги, по окраинам гор и в горах — берберы. В Альпах наблюдается этажное расположение виноградарства, земледелия, скотоводства. На горе Этне (38° с. ш.) в высотном направлении различают культурную, лесную и пустынную зоны. Культурная зона простирается до высоты 1550 метров (граница хлебных растений), а если считать и съедобный каштан, дающий суррогат хлеба, то до 1850 метров. Нижняя часть культурной зоны занята виноградниками, апельсинными, лимонными и оливковыми рощами; выше всего, до 800 метров, поднимаются оливковые деревья. Затем следует зона садовых деревьев умеренного климата и хлебных растений. Деревни кончаются на Этне в оливковой зоне. Наиболее высоко заходят дома лесников (на высоту 1400—1500 метров).
В Альпах отдельные деревушки в Тироле и Швейцарии поднимаются почти до 2000 метров, но большей частью на такой высоте находятся лишь хижины, занимаемые пастухами и сыроварами в летний сезон, постоянные же деревни в среднем кончаются на высоте 1000—1300 метров.
Но если в умеренном климате в виде общего правила наблюдается с увеличением высоты резкое сокращение поселений, то в тропических областях, где жизнь в низинах нередко является крайне вредной для здоровья, наблюдается концентрация населения на больших высотах. Большая часть городов, в том числе крупных, находится на высоте более 2000 метров. В умеренной полосе наиболее высокие поселения находятся на Кавказе, но и здесь они не заходят выше 2,5 километров (селение Уруш); есть города на высоте свыше 1,5 км (Шуша — 1547 м, Гюмри — 1548 м, Карс — 1776 м). Вдвое большие высоты находим в Тибете, около 30-й параллели: Лхаса на высоте 3630 метров, Гарток — около 4,5 км. В Эфиопии граница разведения хлеба и постоянных поселений достигает высоты 3900 метров. Такой же и ещё большей высоты достигают поселения в тропической части Южной Америки: Серро-де-Паско в Перу лежит на высоте 4350 м, город Потоси в Боливии — на высоте 3960 метров, а рудокопное местечко при нём (серебряные рудники) — на высоте 5000 метров над уровнем моря.

### Горные склоны и долины
Важным обстоятельством, облегчившим заселение горных областей, было то, что горы редко круто поднимаются над равниной. Благодаря выветриванию, размыванию и сглаживанию текучими водами, крутизна склонов смягчается, получается постепенный наклон или ступенчатое строение, долины углубляются и высоко поднимаются в горы, образуя удобные пути для подъёма. Поэтому горы редко являются совершенно недоступными.
Культуры низин могут по склонам и долинам проникать высоко вверх и глубоко внутрь горной страны, и, обратно — горные культуры спускаются вниз. На пологих склонах и в долинах гор растительность, поэтому отличается особенно большим разнообразием. Невысокие склоны, благодаря разнообразию своей растительности и хорошему орошению, а также лёгкой доступности для сношений, всегда были излюбленным местом обитания человека в горных областях; на небольших пространствах здесь создавались условия для самого разнообразного разделения труда, благодаря комбинации различия природных условий с удобствами сношений. В узких долинах население предпочитает склоны подошве долины также и по климатическим соображениям: они лучше освещены и лучше проветриваются, тогда как на глубине узкой долины мало солнца, застаиваются испарения, долго стоит густой туман.
Всё же жизнь человека в горных странах сосредоточивается преимущественно в долинах. По ним идут сношения, вдоль них скопляется наиболее густое население. Благодаря осыпям и наносам в них ровнее и плодороднее земля; благодаря защищенности от ветра и более низкому уровню над уровнем моря — более мягкий климат, чем на гребне гор; здесь создаются более лёгкие условия для сношений и по главным долинам, и по их разветвлениям. Богатство долинами и их расположение поэтому очень важны для освоения гор.
В складчатых горах горные системы прорезаны длинными и большей частью широкими продольными долинами. Сравнительная легкость сношений, плодородие и обширность многих из таких долин сделали их исторически важными (Верхнеронская и Верхнерейнская долины, долины Инна и Адидже (Эча)). Массивные горы прорезаются обычно не продольными, а поперечными долинами, короткими, неширокими, замкнутыми. Такие долины большей частью имеют лишь местное значение, соединяя внутренние части массива с его окраиной.
Особенно важное антропогеографическое значение имеют расширенные котловины в долинах. Обычно к этим котловинам подходят боковые долины, и, тогда как вся долина является путём сношений, её расширенная часть становится их узлом. Часть таких котловин является провальными (в провальных котловинах лежат Флоренция, Вена, Майнц и Любляна), но чаще всего котловина бывает расширенной частью, образованной запрудой долины, разветвлением долины на рукава, впадением боковых рек. Обычно к расширенным частям долины и приурочены поселения, остальная долина служит только для передвижения. Остановочные пункты приходятся как раз на расширенные, более плоские участки.
Но долины не на всем своём протяжении являются безупречными путями. Широкие участки нередко сменяются узкими ущельями; наводнения в горах делают дороги по дну долины непроходимыми. Продвижение по узким долинам было в своё время небезопасно и в смысле грабительских налётов, поэтому в эпоху грунтовых дорог, наряду с долинными дорогами, существовали и нагорные. Эти дороги сопровождались городками, стены и сторожевые башни которых говорят о прежней трассе нагорных дорог. По мере того как жизнь становилась спокойнее, в долину с горных уступов спускались пригороды городов. Сюда переносился центр тяжести городской жизни, сюда же спускались и главные потоки сношений. Следы такого перемещения вниз селений и дорог можно до сих пор наблюдать в Вогезах и в Шварцвальде. Более крупные селения возникали обычно по краю гор — там, где долины подходили к равнине. Здесь возникали распределительные пункты товарообмена. Здесь же устраивались укрепления жителями низин, оберегавшими себя от вторжения обитателей с гор. Там, где выходы горных долин пересекались дорогами, идущими по низине вдоль подошвы гор, возникали довольно большие торговые города (Тбилиси в Закавказье, Милан в Северной Италии, Мюнхен в Баварии, Лима в Перу).

### Горы и сношения
На преодоление всякой неровности требуется затрата лишней энергии, поэтому неровности затрудняют передвижение. Особенно затрудняет его массовое скопление неровностей — горы, поэтому движение направляется, главным образом, по равнинам. В горах движение идёт по долинам, избегая крутизны, однако затруднения, создаваемые горами для движения, являются относительными, а не абсолютными. Альпы не остались навсегда непроходимым барьером для распространения римлян к северу и западу от них. Хребет Виндия в Индостане только временно задержал передвижение арийцев. При заселении какой-либо страны особенно важным является расположение гор по отношению к берегу.
Горные хребты, идущие по восточному и западному краю Северной и Южной Америки, очень долго (особенно в Южной Америке) задерживали освоение внутренних пространств. Прошло более полустолетия, пока английские поселенцы Австралии проникли с восточного побережья по ту сторону сравнительно невысокого хребта Австралийских Альп, но береговые горы были большим препятствием, особенно в пору грунтовых дорог. При современном уровне техники нет горных хребтов, через которые нельзя было бы проложить рельсовых путей.
Большая или меньшая затруднённость движения через горы зависит от того, являются ли они массивными или расчленёнными. Преимущество складчатых гор заключается в богатстве их продольными долинами, позволяющими глубоко проникать внутрь горной страны, но наряду с продольными долинами должны быть и впадины в хребте, перевалы, облегчающие поперечное движение через хребет.
Даже при небольшой абсолютной высоте, горы создают значительные препятствия для сношений, если в них нет таких впадин. Таковы Юрские горы, Скандинавские, не имеющие значительных впадин на протяжении 15°, Аппалачские горы, имеющие лишь одну впадину на продолжении всего довольно высокого хребта. Особенно большое затруднение создается при отсутствии впадин, облегчающих поперечное движение, массивным строением гор, как у Скандинавских гор.
От богатства перевалами или проходами зависит доступность и проходимость гор. При бедности гор проходами имеющиеся немногие проходы приобретают мировое значение, как, например, Хайберский, ведущий из Индии
в Афганистан. Распределение проходов очень неравномерно. В Вогезах нет ни одного настоящего прохода на всём протяжении между Больфором и Цабернским проходом. В Западных Альпах рядом с Коттскими Альпами, богатыми проходами (ими широко пользовались уже древние римляне), лежат бедные проходами Грайские Альпы. На оживлённости сношений отражается высота и ширина прохода. В Альпах высота проходов растет с запада на восток.
В Пиренеях проходы выше, чем в Альпах. Меньшее использование пиренейских проходов по сравнению с альпийскими объясняется, однако, не только их большей высотой, но и тем, что по обе стороны Альп лежат гораздо более лучшие по своим хозяйственным особенностям страны, чем по обе стороны Пиренейских гор. Государство или племя, державшее в своих руках проходы, занимало выгодное положение по сравнению с соседями, пользовавшимися этими проходами. Обладание важнейшими альпийскими проходами было в своё время важным преимуществом маленькой Швейцарии. Афридии на юго-восточной границе Афганистана в прошлом всегда собирали пошлины за проезд через Хайберский проход.
Наряду с отдельными проходами, есть целые проходные горные страны. Памирское нагорье высотой до 4000 метров, лежащее среди гор, поднимающихся до 7000—8000 метров, издавна было проходной страной. Абсолютно Памир представляет большие трудности для сношений, но относительно, по сравнению с окружающими горами, условия для передвижения здесь гораздо легче. В этом отношении горные проходные страны напоминают горные проходы, нередко тоже очень трудные, но более легкие для преодоления, чем скалистые гребни. Но от проходов проходные горные страны отличаются своею обширностью. Через них идут многие дороги, тогда как через проходы — только одна.

### Результаты изоляции жизни в горах
Там, где горное население отрезано от внешнего мира трудностью сношений, оно долго остается при старых нравах и обычаях, даже при малочисленности своей может сохранить свой собственный язык. Сваны, живущие в верховьях Ингура и Цхенисцхали, образуют самобытный в этническом и лингвистическом отношениях народ, хотя насчитывают только около 60 тысяч человек. То же относится к тушинам, пшавам, хевсурам, а также к осетинам, занимающим наиболее высокие долины вокруг Казбека.
Предъявляя повышенные физиологические требования к сердцу, мускулам и нервам, горы в то же время предоставляют лишь умеренные источники существования. Начиная с писателей древности и до наших дней, противопоставляют закалённых горных жителей изнеженным обитателям прилегающих низин, особенно в тропических областях (например в Индии, где энергичные обитатели Гималайских гор резко отличаются от вялых обитателей жарких низин), но лишь в немногих случаях горные жители одерживали верх над обитателями равнин. Это объясняется тем, что, в связи с орографическими особенностями гор, раздроблённой является и жизнь их населения. Однообразие условий существования в тех мелких вместилищах, на которые разбиты горные страны, и затруднённость сношений не допускают развития связей между отдельными народцами.
Только выйдя из узких рамок маленьких горных впадин на более широкие пространства, можно было находить условия, благоприятные для объединения и для широкого общественного разделения труда. Такие условия представляют плоские нагорья среди гор.
Они никогда не бывают совершенно плоскими. Они не только окружаются, но и прорезываются горными хребтами. Благодаря скоплению осадков на этих хребтах нагорья получают достаточное орошение, имеют реки и озёра; всем этим можно было пользоваться для искусственного орошения. Такие нагорные области явились очагами ранней культуры. В частности, это относится к американским нагорьям, объединяющимся в две большие группы: одна идет от Мексики до Юкатана, другая тянется по Андийским нагорьям от Колумбии до Боливии. На этих нагорьях, а не в плодородных низинах с их тропическими лесами и не в степях Лаплатской низменности, образовались очаги ранней культуры в Америке. Такие же очаги ранней культуры образовались на нагорьях Передней Азии и на нагорьях Эфиопии.

### Товарообмен и хозяйственное использование гор
Чем выше горы, тем беднее их растительность. Земля перестает кормить, население должно искать подсобных средств существования в ремесленной и кустарной промышленности. Так развились часовое производство в Шварцвальде и Юре, кружевная промышленность в Рудных Горах, ткачество в Судетах и Кашмире, выделка стекла в Богемском лесу и выделка металлических изделий на Кавказе. Так как такая работа ведётся на продажу, то ремесленник должен периодически оставлять горы, чтобы сбывать в городах низин свои изделия.
Но бедность гонит с гор не только ремесленников, но и земледельцев и пастухов, и в общем эти области редкого населения часто являются в то же время одним из важнейших очагов эмиграции.
Односторонность продуктов горного хозяйства и недостаток целого ряда продуктов, которые производятся в низинах, приводят к оживлённому обмену между горами и прилегающими равнинами. Жители низин перегоняют на летние пастбища в горы свои стада. Уже в Древней Греции низины снабжали горы вином, оливковым маслом и солью, а взамен этого получали лес и продукты скотоводства.
Разнообразие природных возможностей для разных видов сельского хозяйства вместе с затрудненностью сношений приводит к комбинации разных видов сельского хозяйства на сравнительно небольших пространствах. Очень вероятно, что первоначальной формой использования земли в горах являлось скотоводство с сезонными передвижениями стад. Римляне внесли в Альпы культуру винограда и искусственное орошение горных лугов. Вторжение славян в VI веке снова выдвинуло на первый план скотоводство. В замкнутых долинах южных Альп сочетаются до сих пор в пределах одной и той же деревенской общины, в расстоянии всего нескольких часов ходьбы, виноградарство и садоводство в нижних частях долины, земледелие в средних и скотоводство на альпийских лугах с сезонными жилищами на всех трёх ступенях и сезонным передвижением из одних жилищ в другие. При этом на верхнюю ступень передвигается скот с небольшой частью населения, на самую нижнюю — население без скота. В предгорьях Альп, с их долинами, открывающимися в сторону швейцарской равнины и прорезанными удобными дорогами, благодаря возможности сбыта продуктов молочного и мясного скотоводства в города и за границу, всё хозяйство специализировалось на производстве ходовых товаров: сырого и сгущённого молока, «детской муки», шоколада, сыра. Земледелие как менее выгодная отрасль хозяйства, по мере улучшения сношений с равниной, отходит на задние позиции или совершенно забрасывается.
Таким образом, сельское хозяйство в горах, начав с наиболее примитивных форм, с кочевого скотоводства, в настоящее время пришло в благоприятно расположенных участках гор к наиболее интенсивным формам — молочному и мясному хозяйству. Совершенно так же и промышленность, начав с примитивных форм распылённой домашней и кустарной промышленности, работающей вручную, в настоящее время перешла, опять-таки при условии благоприятного положения, к наиболее концентрированным формам электрифицированной фабричной промышленности.
При своём возникновении в горах промышленность основывалась на ископаемых богатствах; на лесных богатствах (древесный уголь шёл для металлургии, дерево — на разные поделки); на богатстве горными ключами, силой которых приводились в движение колёса мастерских; на шерсти овец, перерабатывавшейся в шерстяные ткани.
Одним из наиболее старых видов промышленности в горах явилось рудное дело (горное дело, горнозаводская промышленность). Соль и металлы уже в доисторические времена привлекали рудокопов в дикие горные долины Альп. Места добычи золота и серебра, железа, меди и других цветных металлов очень изменились в настоящее время, но на новых местах разработка горных богатств ведётся в крупнейших размерах на современной технической основе. Не меньше изменилось и использование других горных богатств. Лес идёт теперь, главным образом, не на углежжение, а на изготовление бумажной массы и целлюлозы. Переработка местной шерсти заменилась фабричным хлопчатобумажным производством на привозном сырье. Водная энергия используется в гидроэлектростанциях. Изменённое использование гидроэнергии произвело настоящую революцию в металлургической промышленности в горах. Доменные печи на угле и коксе заменяются бездымными электрическими печами, дающими возможность получать различные сплавы и специальные сорта стали. Крупнейших размеров достигла работающая на электричестве химическая промышленность, особенно в своих ценнейших отраслях (добыча искусственной селитры, лекарств и красок, алюминия и пр.). Гидроэлектрическая энергия передается на далёкое расстояние в города и фабрики долин, чем создаётся новая связь между горами и равнинами.
К числу относительно новых видов хозяйственной эксплуатации горного ландшафта, связывающих горы с равниной, следует отнести горный и горнолыжный туризм. К примеру, горные отели в Швейцарии берут на себя заботу не только о жилище и питании, но и о перемещении туриста, вплоть до восхождения на вершины.